# Австралийска мрежоока жаба
Австралийска мрежоока жаба (Litoria dayi) е вид земноводно от семейство Дървесници (Hylidae). Видът е застрашен от изчезване.

## Разпространение
Разпространен е в Австралия.